# 佩德拉斯迪福古
佩德拉斯迪福古是巴西帕拉伊巴州的一个市镇。总面积401.12平方公里，总人口26111人，人口密度65.1人/平方公里。